# Шенек (Гессен)
Шенек (нім. Schöneck) — сільська громада в Німеччині, знаходиться в землі Гессен. Підпорядковується адміністративному округу Дармштадт. Входить до складу району Майн-Кінціг.
Площа — 21,49 км2. Населення становить 11 900 ос. (станом на 31 грудня 2020).